# A Night at the Village Vanguard
| Recensione | Giudizio |
| ---------- | -------- |
| AllMusic   |          |

A Night at the Village Vanguard è un Album dal vivo del sassofonista jazz statunitense Sonny Rollins, pubblicato dalla Blue Note Records nel febbraio del 1958.

## Tracce
LP (1958, Blue Note Records, BLP 1581)
Lato A
1. Old Devil Moon – 7:30 (testo: Yip Harburg – musica: Burton Lane) – Registrato dal vivo (set serale) il 3 novembre 1957 al Village Vanguard, New York City, New York
2. Softly, as in a Morning Sunrise – 7:30 (testo: Oscar Hammerstein II – musica: Sigmund Romberg) – Registrato dal vivo (set serale) il 3 novembre 1957 al Village Vanguard, New York City, New York
3. Striver's Row – 6:50 (musica: Sonny Rollins) – Registrato dal vivo (set serale) il 3 novembre 1957 al Village Vanguard, New York City, New York

Lato B
1. Sonnymoon for Two – 8:30 (musica: Sonny Rollins) – Registrato dal vivo (set serale) il 3 novembre 1957 al Village Vanguard, New York City, New York
2. A Night in Tunisia – 7:35 (musica: Dizzy Gillespie, Frank Paparelli) – Registrato dal vivo (set pomeridiano) il 3 novembre 1957 al Village Vanguard, New York City, New York
3. I Can't Get Started – 4:00 (testo: Ira Gershwin – musica: Vernon Duke) – Registrato dal vivo (set serale) il 3 novembre 1957 al Village Vanguard, New York City, New York

- Durata brani ricavati dalla ristampa su vinile pubblicato nel 1986 dalla Blue Note Records (BST-81581)

LP doppio (1975, Blue Note Records,BN-LA475-H2)
More from the Vanguard
Lato A
1. I've Got You Under My Skin – 9:48 (Cole Porter) – Registrato dal vivo (set pomeridiano) il 3 novembre 1957 al Village Vanguard, New York City, New York
2. Night in Tunisia – 8:52 (musica: Dizzy Gillespie, Frank Paparelli) – Registrato dal vivo (set serale) il 3 novembre 1957 al Village Vanguard, New York City, New York

Lato B
1. What Is This Thing Called Love? – 13:25 (Cole Porter) – Registrato dal vivo (set serale) il 3 novembre 1957 al Village Vanguard, New York City, New York
2. Softly, as in a Morning Sunrise (Alt. Version) – 6:37 (testo: Oscar Hammerstein II – musica: Sigmund Romberg) – Registrato dal vivo (set serale) il 3 novembre 1957 al Village Vanguard, New York City, New York

Lato C
1. Four – 8:27 (musica: Miles Davis) – Registrato dal vivo (set serale) il 3 novembre 1957 al Village Vanguard, New York City, New York
2. Woody 'n' You – 8:16 (musica: Dizzy Gillespie) – Registrato dal vivo (set serale) il 3 novembre 1957 al Village Vanguard, New York City, New York
3. All the Things You Are – 6:32 (testo: Oscar Hammerstein II – musica: Jerome Kern) – Registrato dal vivo (set serale) il 3 novembre 1957 al Village Vanguard, New York City, New York

Lato D
1. Get Happy – 8:43 (testo: Ted Koehler – musica: Harold Arlen) – Registrato dal vivo (set serale) il 3 novembre 1957 al Village Vanguard, New York City, New York
2. I'll Remember April – 8:35 (testo: Don Raye, Patricia Johnston – musica: Gene de Paul) – Registrato dal vivo (set serale) il 3 novembre 1957 al Village Vanguard, New York City, New York
3. Get Happy (Alt. Version) – 4:32 (testo: Ted Koehler – musica: Harold Arlen) – Registrato dal vivo (set serale) il 3 novembre 1957 al Village Vanguard, New York City, New York

## Musicisti
- Sonny Rollins – sassofono tenore
- Donald Bailey – contrabbasso (set pomeridiano)
- Wilbur Ware – contrabbasso (set serale)
- Elvin Jones – batteria (set serale)
- Pete La Roca – batteria (set pomeridiano)

### Produzione
- Alfred Lion – produzione
- Registrazioni effettuate dal vivo al Village Vanguard di New York City, New York il 3 novembre 1957
- Rudy Van Gelder – ingegnere delle registrazioni
- Francis Wolff – foto copertina album originale
- Reid Miles – design copertina album originale
- Leonard Feather – note retrocopertina album originale [3]